# François de Luxembourg (évêque)
Pour les articles homonymes, voir François de Luxembourg.
 François de Luxembourg  (né après 1487 et mort le 9 septembre 1509) est un membre de la maison de Luxembourg Saint-Pol qui fut  évêque de Saint-Pons-de-Thomières de 1502 à 1509 et éphémère évêque du Mans de 1507 à 1509.

## Biographie
François de Luxembourg est le fils de François de Luxembourg, vicomte de Martigues et de Louise de Savoie (morte 1530) fille unique de Janus de Savoie, comte de Genève.
Il est destiné à l'Église et en 1502 et est désigné comme évêque de Saint-Pons-de-Thomières. En 1507 son oncle le cardinal Philippe de Luxembourg se démet en sa faveur de l'évêché du Mans l'un des nombreux bénéfice ecclésiastiques qu'il contrôlait. Il est consacré par son oncle 18 avril suivant. Sous son bref épiscopat est publiée la Coutume du Maine. Il suit son oncle le cardinal en Italie lorsque ce dernier y est envoyé par le roi Louis XII pour tenter une ultime négociation avec le pape Jules II, mais il meurt âgé d'environ  22 ans à Rome le 9 septembre 1509 après un épiscopat de deux ans. Son oncle Philippe se fait alors immédiatement réattribuer l'évêché du Mans et celui de Saint-Pons-de-Thomières. Le corps de François de Luxembourg est rapporté en France et il est inhumé dans la cathédrale Saint-Julien du Mans.